# Hughie Fury
Hughie Lewis Fury (Stockport, 18 settembre 1994) è un pugile britannico.
Come dilettante ha rappresentato l'Inghilterra ai campionati mondiali giovanili del 2012, conquistando una medaglia d'oro nei pesi supermassimi e divenendo il primo britannico a riuscirci. 
È cugino del pugile ed ex campione mondiale WBC dei pesi massimi Tyson Fury.

## Biografia
Hughie Lewis Fury nasce il 18 settembre 1994 a Stockport, all'interno di una famiglia pavee. Conosce il mondo del pugilato sin da giovane età, con numerosi parenti praticanti la disciplina: lo zio John "Gipsy" Fury è stato un pugile professionista negli anni ottanta, mentre i cugini Andy Lee e Tyson Fury sono stati campioni mondiali. Si rivela particolarmente stretto il rapporto con quest'ultimo, allenato anch'egli da Peter Fury, padre di Hughie.

## Carriera

### Carriera da dilettante
Nel 2012 rappresenta l'Inghilterra ai campionati mondiali giovanili di Erevan, vincendo una medaglia d'oro nella categoria dei pesi supermassimi e divenendo così il primo britannico a riuscirci.

### Carriera da professionista
Fury compie il suo debutto da professionista all'età di 18 anni, poco dopo la vittoria dell'oro ai mondiali giovanili. Il suo primo match si svolge al Bell Centre di Montréal, il 22 marzo 2013, nel corso del quale sconfigge il trentaquattrenne David Whittom via KO al secondo round.